# Szkocka whisky

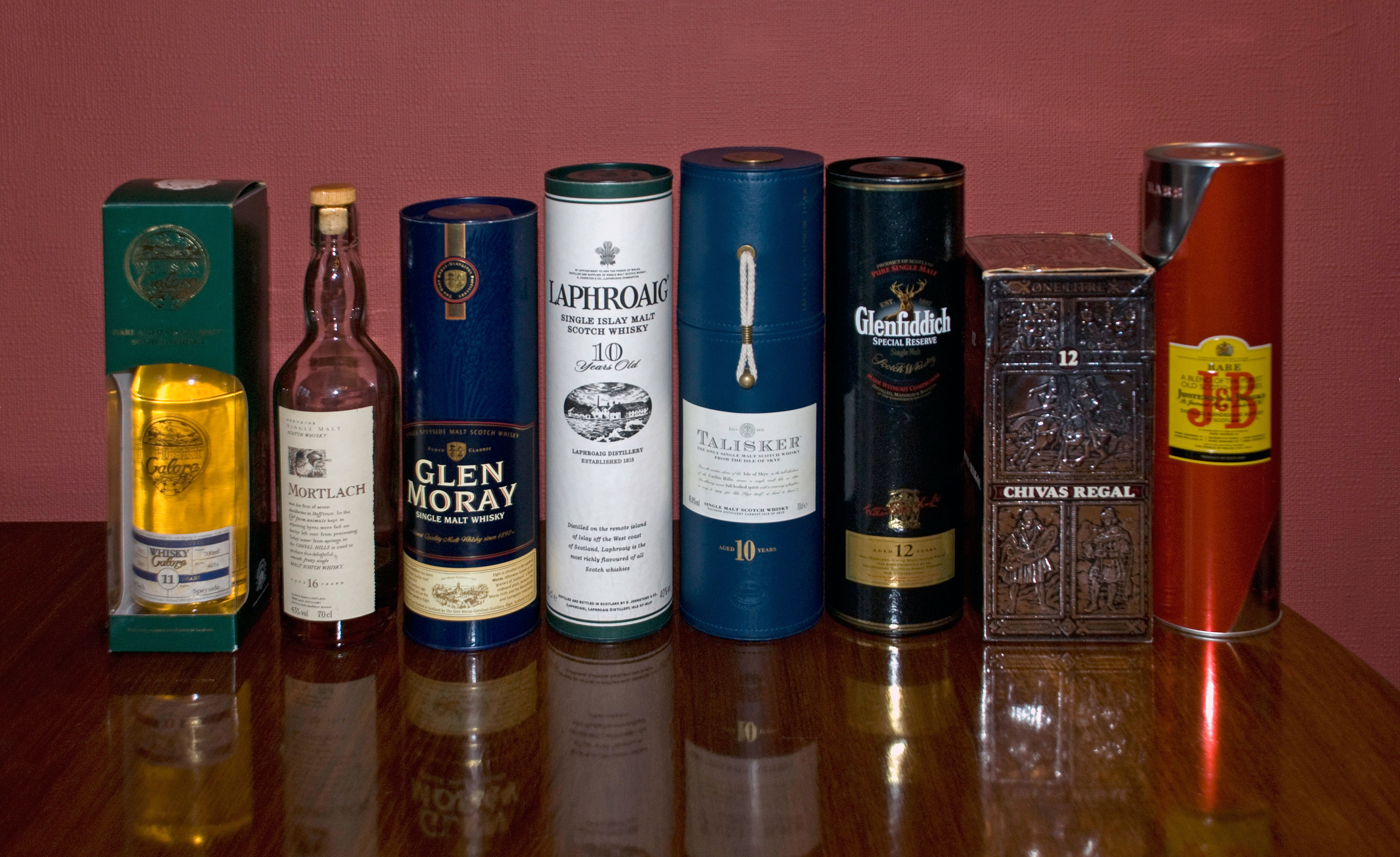
Szkockie whisky

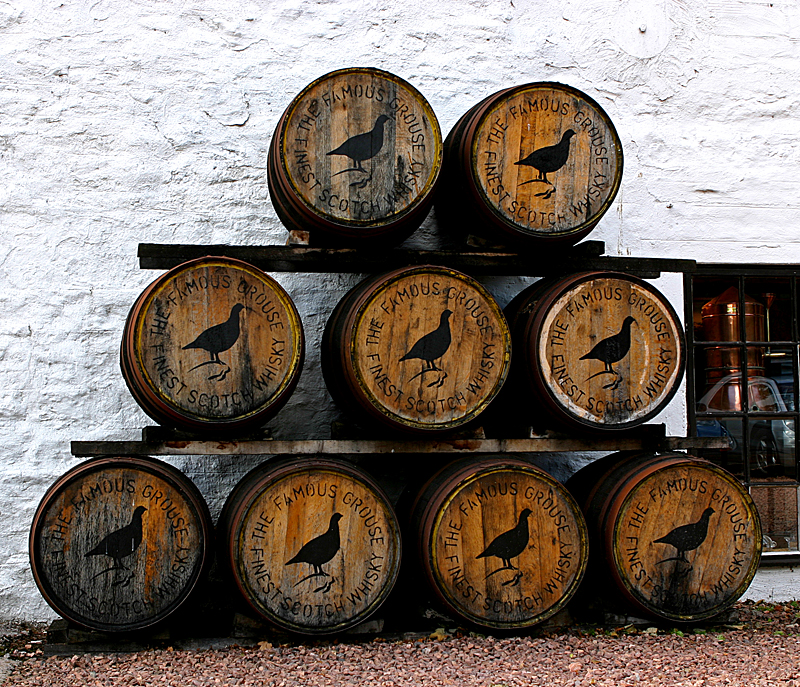
Whisky może dojrzewać w beczkach po innych alkoholach, np. sherry, porto, nabierając nieco ich aromatów

Szkocka whisky (ang. Scotch whisky lub po prostu Scotch) – whisky wyprodukowana w Szkocji w sposób określony przez Scotch Whisky Regulations 2009. 

## Regulacje prawne
Zgodnie z prawem szkocka whisky:
- jest wyprodukowana z wody i słodowanego jęczmienia (z ewentualnym dodatkiem innych zbóż), z których robi się zacier. Tworzące się cukry dzięki działalności enzymów ze słodu ulegają fermentacji z udziałem drożdży;
- jest destylowana w destylarni znajdującej się na terenie Szkocji;
- jest leżakowana na terenie Szkocji w dębowych beczkach o objętości nieprzekraczającej 700 litrów przez co najmniej trzy lata;
- nie zawiera dodatków z wyjątkiem wody i karmelu prostego jako barwnika;
- zawiera co najmniej 40% alkoholu (objętościowo)[1].

Dodatek egzogennych enzymów nie jest dozwolony. Praktycznie wszystkie Single Malt Scotch Whisky są destylowane dwukrotnie.
W Szkocji powszechna jest sprzedaż beczek whisky rozlewniom nazywanym „independent bottlers”, które sprzedają whisky pod własną etykietą, zwykle zamieszczając informację, gdzie były destylowane. Nie mogą to być jednak rozlewnie zagraniczne, ponieważ szkocka Single Malt Whisky może opuścić teren Szkocji tylko w butelkach z etykietą przeznaczoną do sprzedaży detalicznej.

## Regiony produkcji whisky

Regiony produkcji whisky w Szkocji

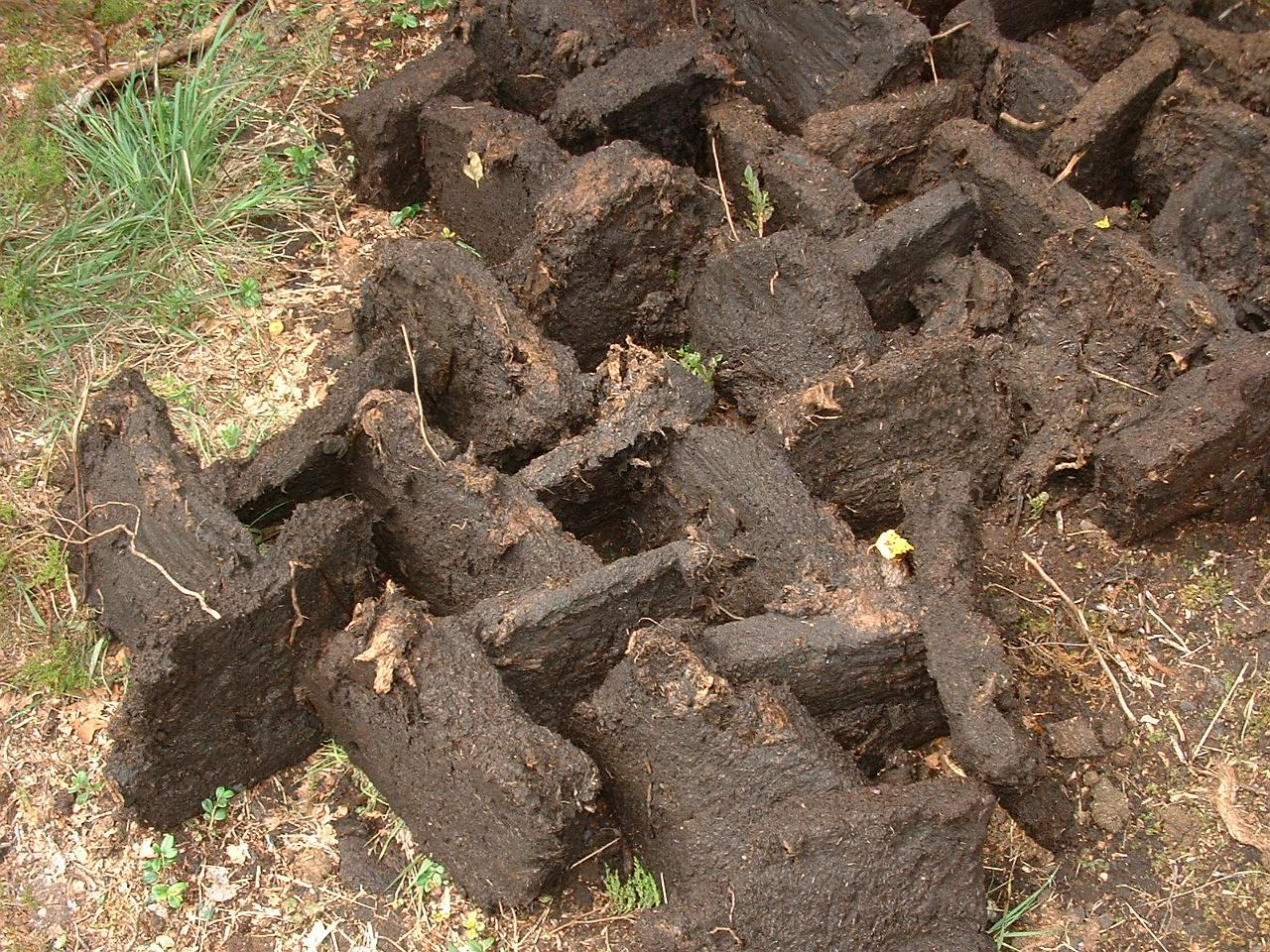
Torf, w którego dymie suszy się słód nadaje whisky specyficzny charakter

Każda destylarnia produkuje whisky o indywidualnym, swoistym charakterze wynikającym m.in. z jej usytuowania i aparatów destylacyjnych.
Szkocja podzielona jest na następujące rejony produkcji whisky:

### Lowlands
Lowlands znajduje się na południu Szkocji. Dzięki łagodnym warunkom klimatycznym, destylaty dojrzewają tu szybciej. Są na ogół łagodne, o jasnej barwie i kwiatowo-owocowym aromacie. Znajdują się tu destylarnie takie jak Auchentoshan (gdzie produkuje się potrójnie destylowaną Single Malt Scotch Whisky), Glenkinchie i Bladnoch.

### Highlands
Highlands to największy geograficznie region. W południowej części, które graniczą z nizinami, produkuje się na ogół lekkie whisky z niewielkimi akcentami torfowego dymu (Loch Lomond, Deanston, Glengoyne). Whisky z zachodniej części regionu zawierają mniej kwiatowej lekkości (Oban, Talisker, Ben Nevis). Północna część jest bardziej różnorodna (np. Old Pulteney, Highland Park).

### Speyside
Speyside jest dorzeczem rzeki Spey. Region określany jest jako serce produkcji whisky. Ponad połowa gorzelni w Szkocji znajduje się w tym regionie. Wytwarza się tu m.in. The Macallan, Mortlach, Glenfarclas. Z tego regionu pochodzą dwie najlepiej sprzedające się Single Malt Whisky na świecie – The Glenlivet i Glenfiddich.

### Islay
Islay jest wyspą, której prawie 25% powierzchni stanową torfowiska. Whisky z tego regionu charakteryzuje silna torfowość (wynikająca z suszenia słodu w torfowym dymie) oraz morskie nuty zapachowe. Znajdują się tu destylarnie Ardbeg, Bruichladdich, Bunnahabhain, Bowmore, Caol Ila, Lagavulin, Laphroaig, Kilchoman.

### Campbeltown
Campbeltown leży na półwyspie Kintyre. Destylaty z tego rejonu charakteryzują się lekko solankowym posmakiem.

## Typy szkockiej whisky

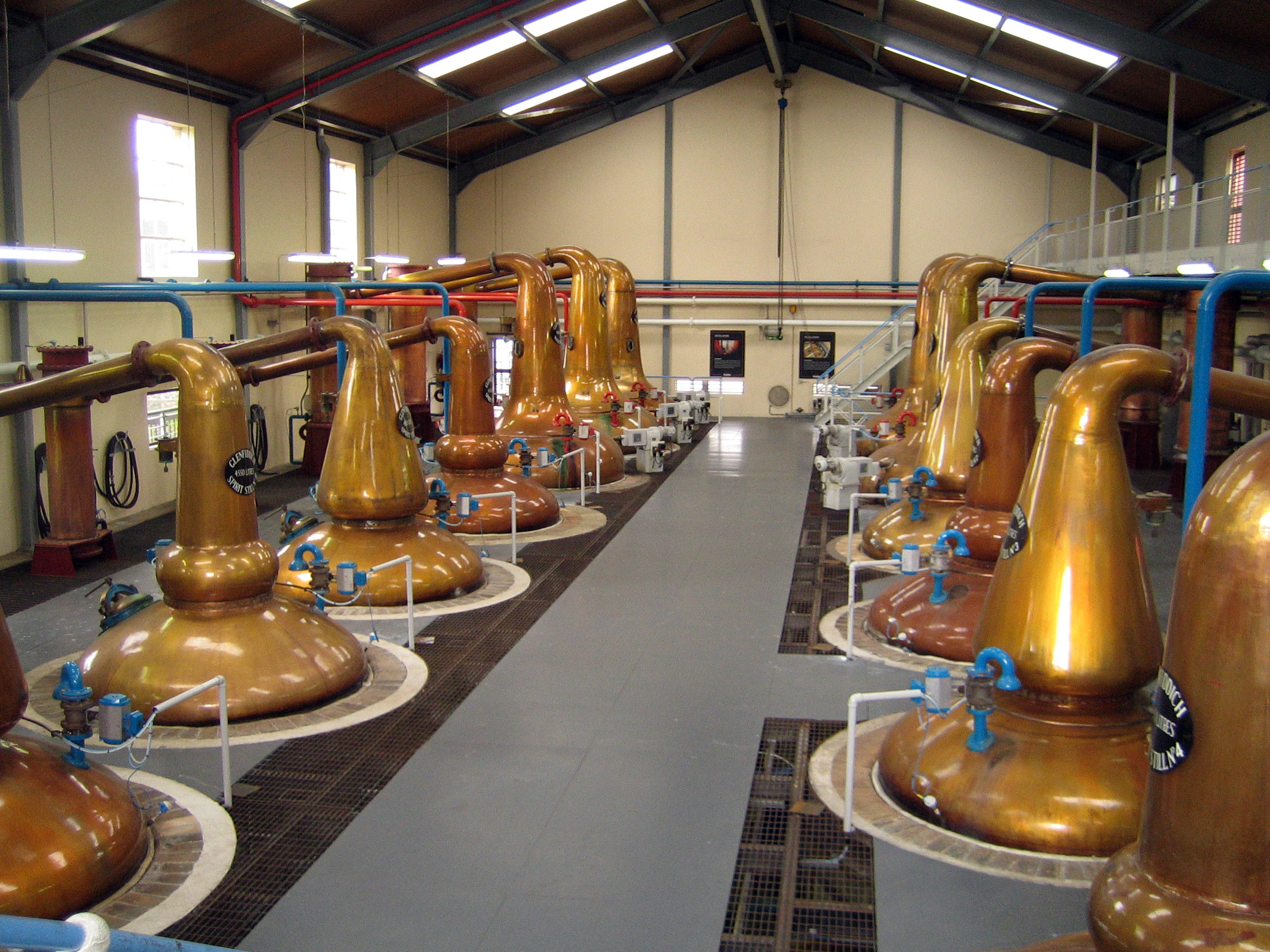
Alembiki w Glenfiddich

- Single Malt Scotch Whisky – szkocka whisky pochodząca z jednej destylarni, destylowana w alembikach (kubełkowych aparatach destylacyjnych, ang. pot still), wyprodukowana z wody i słodowanego jęczmienia bez dodatku innych zbóż[1].
- Single Grain Scotch Whisky – szkocka whisky pochodząca z jednej destylarni, wyłączając Single Malt Scotch Whisky i Blended Scotch Whisky[1]. Może być produkowana, poza słodowanym jęczmieniem, z innych słodowanych lub niesłodowanych zbóż[11]. Destylowane są w kolumnach destylacyjnych[3].
- Blended Malt Scotch Whisky – mieszanka dwóch lub więcej Single Malt Scotch Whisky, których nie destylowano w tylko jednej destylarni[11]. Za pioniera mieszanek uznaje się szkockiego kupca wina Adrew Ushera, który działał w XIX w. Mieszał on whisky słodową z różnych destylarni w celu uzyskania stałej jakości[6].
- Blended Grain Scotch Whisky – mieszanka dwóch lub więcej Single Grain Scotch Whisky, których destylowano w więcej niż jednej destylarni.
- Blended Scotch Whisky – mieszanka jednej lub więcej Single Malt Scotch Whisky z jedną lub więcej Single Grain Scotch Whisky[1]. Stanowią około 90% produkowanej objętości whisky ze Szkocji[12]. Należą tu takie marki jak Johnnie Walker, Ballantine’s, Bells, Dewar’s, Whyte and Mackay, Cutty Sark, Justerini & Brooks, The Famous Grouse, Chivas Regal i Teacher’s.